# 미야코군 (후쿠오카현)

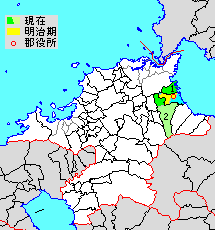
후쿠오카현 미야코군의 위치 (1.간다정 2.미야코정)

미야코군(일본어: 京都郡)은 일본 후쿠오카현(부젠국)의 군이다.
인구 55,074명, 면적 200.32km², 인구밀도 275명/km².(2025년 3월 1일, 추계인구)
이하 2정으로 구성된다.
- 간다정(苅田町)
- 미야코정(みやこ町)

## 군역
1878년 행정 구역으로 발족 당시의 군역은 아래 구역에 해당한다.
- 유쿠하시시의 일부
- 간다정 전역
- 미야코정의 일부

## 역사
기타큐슈시·유쿠하시시·지쿠조군과의 관계가 매우 깊고 옛 부젠국의 국부의 흔적이 미야코정에서 발견되었기 때문에 이 지역은 부젠국의 중심지였다. 근대에 들어서 지쿠호 탄전으로부터의 석탄의 실어내기 위해서 주아이 터널이나 간다항이 설치되었다. 현재도 간다정을 중심으로 기타큐슈 공업 지대의 일부를 이루고 있다. 유쿠하시시와 미야코군을 합쳐 미야코 지역(유쿠하시·미야코 지역)으로 부른다. 또 미야코 지역과 호치쿠 지역(부젠시와 지쿠조군)을 합쳐서 게이치쿠라고도 부른다. 그래서 현재는 두개의 정이 분리되어 있어 미야코군은 사실상 월경지나 다를 바 없는 행정 구역이기도 하다.
- 1878년 11월 1일 - 군구정촌 편제법이 후쿠오카현에서 시행되면서 행정 구역으로서의 미야코군이 발족.

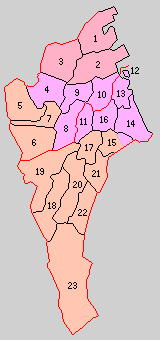
1.간다촌 2.오바세촌 3.시라카와촌 4.쓰바키이치촌 5.이사야마촌 6.구보촌 7.구로다촌 8.히에다촌 9.노부나가촌 10.유쿠하시정 11.이마가와촌 12.미노시마촌 13.이마모토촌 14.나카쓰촌 15.하라이고촌 16.이즈미촌 17.도요쓰촌 18.미나미사이가와촌 19.니시사이가와촌 20.히가시사이가와촌 21.세쓰마루촌 22.기이촌 23.이라하라촌 (분홍: 유큐하시시 빨강: 간다정 주황: 미야코정)

- 1889년 4월 1일 - 정촌제 시행으로, 아래의 정촌이 발족.(1정 9촌)
  - 간다촌(苅田村): 현 간다정
  - 오바세촌(小波瀬村): 현 간다정
  - 시라카와촌(白川村)=: 현 간다정
  - 쓰바키이치촌(椿市村): 현 유쿠하시시
  - 이사야마촌(諫山村): 현 미야코정
  - 구보촌(久保村): 현 미야코정
  - 구로다촌(黒田村): 현 미야코정
  - 히에다촌(稗田村): 현 유쿠하시시
  - 노부나가촌(延永村): 현 유쿠하시시
  - 유쿠하시정(行橋町): 현 유쿠하시시
- 1896년 4월 1일 - 군제 시행에 따라 미야코군와 나카쓰군의 관할을 합쳐 새로이 미야코군이 발족. 이마가와촌(今川村)·미노시마촌(蓑島村)·이마모토촌(今元村)·나카쓰촌(仲津村)·하라이고촌(祓郷村)·이즈미촌(泉村)·도요쓰촌(豊津村)·미나미사이가와촌(南犀川村)·니시사이가와촌(西犀川村)·히가시사이가와촌(東犀川村)·세쓰마루촌(節丸村)·기이촌(城井村)·이라하라촌(伊良原村)이 미야코군 소속이 됨.(1정 22촌)
- 1905년 2월 1일 - 미나미사이가와촌·니시사이가와촌·히가시사이가와촌이 합병하여, 사이가와촌(犀川村)이 발족.(1정 20촌)
- 1924년 8월 1일 - 간다촌이 정제 시행으로 간다정(苅田町)이 됨.(2정 19촌)
- 1943년
  - 2월 11일 - 사이가와촌이 정제 시행으로 사이가와정(犀川町)이 됨.(3정 18촌)
  - 4월 1일 - 도요쓰촌·세쓰마루촌이 합병하여, 새로이 도요쓰촌이 발족.(3정 17촌)
- 1954년 10월 10일 - 유쿠하시정·미노시마촌·이마모토촌·나카쓰촌·이즈미촌·이마가와촌·히에다촌·노부나가촌·쓰바키이치촌이 합병하여, 유쿠하시시(行橋市)가 발족, 군에서 이탈.(2정 9촌)
- 1955년
  - 1월 1일 - 간다정·오바세촌·시라카와촌이 합병하여, 새로이 간다정이 발족.(2정 7촌)
  - 3월 1일(4정 2촌)
    - 하라이고촌의 일부가 유쿠하시시에 편입.
    - 도요쓰촌 및 하라이고촌의 잔여부가 합병하여, 도요쓰정(豊津町)이 발족.
    - 이사야마촌·구보촌·구로다촌이 합병하여, 가쓰야마정(勝山町)이 발족.
- 1956년 9월 30일 - 기이촌·이라하라촌이 사이가와정에 편입.(4정)
- 2006년 3월 20일 - 사이가와정·가쓰야마정·도요쓰정이 합병하여, 미야코정(みやこ町)이 발족.(2정)